# Robert Habeck
Robert Habeck (Lubecca, 2 settembre 1969) è un politico tedesco, dal 2018 al 2022 presidente del partito ambientalista Alleanza 90/I Verdi.
Dall'8 dicembre 2021 al 6 maggio 2025 ha ricoperto la doppia carica di vicecancelliere e ministro dell'economia e della protezione climatica della Germania nel governo Scholz.

## Biografia
Nel 2009 Habeck è stato eletto al Landtag dello Schleswig-Holstein. Nel novembre 2011 è stato il candidato più votato del suo partito per le elezioni dello Schleswig-Holstein del 2012. Dal 2009 al 2012 Habeck è stato presidente del gruppo Alleanza 90/I Verdi nello Schleswig-Holstein.
Habeck è stato vice primo ministro e ministro di Stato per l'energia, l'agricoltura, l'ambiente e le aree rurali nel governo dello Schleswig-Holstein di centro-sinistra dal 2012 e nel governo di centro-destra tra il 2017 e il 2018. In quanto rappresentante del suo stato al Bundesrat, ha fatto parte della commissione per la politica agricola e la protezione dei consumatori; la commissione per l'ambiente, la protezione della natura e la sicurezza dei reattori; la commissione per gli affari economici; e la commissione per i trasporti. Dal 2014 al 2016, Habeck è stato uno dei membri della Commissione nazionale temporanea per lo smaltimento dei rifiuti radioattivi della Germania. 
Habeck è stato delegato del Partito dei Verdi all'Assemblea federale allo scopo di eleggere il Presidente federale della Germania nel 2012. Ha concorso per diventare uno dei due principali candidati per i Verdi per le elezioni federali del 2017, ma ha perso per 75 voti contro Cem Özdemir.
Il 27 gennaio 2018 alla convention nazionale del Partito dei Verdi ad Hannover, è stato eletto presidente insieme con Annalena Baerbock.